# Овал на Декарт
Овалът на Декарт е равнинна алгебрична крива с декартово уравнение
{\displaystyle {\sqrt {x^{2}+y^{2}}}+m{\sqrt {(x-d)^{2}+y^{2}}}=a}
Още се дефинира като геометричното място на множеството от точките в равнината, чиито разстояния {\displaystyle r_{1}} и {\displaystyle r_{2}} съответно до две фиксирани точки в равнината {\displaystyle F_{1}(0,0)} и {\displaystyle F_{2}(d,0)} (наречени фокуси), са свързани с уравнението {\displaystyle r_{1}+mr_{2}=a}, т.е. това е множеството от точки, които имат една и съща линейна комбинация от разстоянията до две фиксирани точки. 
В зависимост от стойностите на параметрите, овалът на Декарт може да се изроди до:
- елипса – при {\displaystyle m=1,a>d},
  - окръжност – при горното условие и съвпадение на двете фокусни точки в една.
- хипербола (един от двата клона) – при {\displaystyle m=-1,0<a<d},
- охлюв на Паскал – при {\displaystyle a=md}.[1]

Кривата е открита от Рене Декарт през 1637 година, изхождайки от свойството ѝ така да пречупва лъчите, излизащи от една определена точка, че пречупените лъчи да преминават през определена друга точка. Овалът на Декарт намира приложение в проектирането на оптични лещи.